# Dokumentární platba
Dokumentární platba je platba, která je určitým způsobem vázána na dokumenty související s daným obchodem. Může se jednat o dokumentární inkaso nebo dokumentární akreditiv. Obecně jsou dokumentární platby dražší a bezpečnější než hladké platby.